# Ostoje Nietoperzy okolic Bukowca
Ostoje Nietoperzy okolic Bukowca este o arie protejată (sit de importanță comunitară — SCI) din Polonia întinsă pe o suprafață de 664,74 ha, integral pe uscat.

## Localizare
Centrul sitului Ostoje Nietoperzy okolic Bukowca este situat la coordonatele 49°47′39″N 20°48′32″E / 49.7942°N 20.809°E.

## Înființare
Situl Ostoje Nietoperzy okolic Bukowca a fost declarat sit de importanță comunitară în aprilie 2004 pentru a proteja 4 specii de animale.

## Biodiversitate
Situată în ecoregiunea continentală, aria protejată conține 4 habitate naturale: Peșteri inaccesibile publicului, Păduri de fag Luzulo-Fagetum, Păduri de fag Asperulo-Fagetum, Păduri de stejar și carpen Galio-Carpinetum.
La baza desemnării sitului se află mai multe specii protejate:
- amfibieni (2): izvoraș-cu-burta-galbenă (Bombina variegata), Triturus montandoni
- mamifere (2): liliac comun (Myotis myotis), liliacul mic cu potcoavă (Rhinolophus hipposideros)